# Všeobecná občanská strana
Všeobecná občanská strana  (zkracováno také jako VOS) byla malá liberální středopravá politická strana vzniklá 7. dubna 2003 zapisem pod jednacím číslem VS-10/SDR/1-2003 u Ministerstva vnitra České republiky. Sídlila v Petřvaldě, v roce 2008 byl předsedou Ing. Vladislav Novara.
Činnost strany byla rozsudkem Nejvyššího správního soudu pozastavena 30. 1. 2015. V listopadu 2016 podala vláda ČR Nejvyššímu správnímu soudu návrh rozpuštění. Strana zanikla v roce 2018.